# Turjanski
Turjanski (serb. Турјански) – wieś w Chorwacji, w żupanii licko-seńskiej, w gminie Vrhovine. Leży w regionie Lika. W 2011 roku liczyła 110 mieszkańców.